# Tajne Pedagogium Ziem Zachodnich

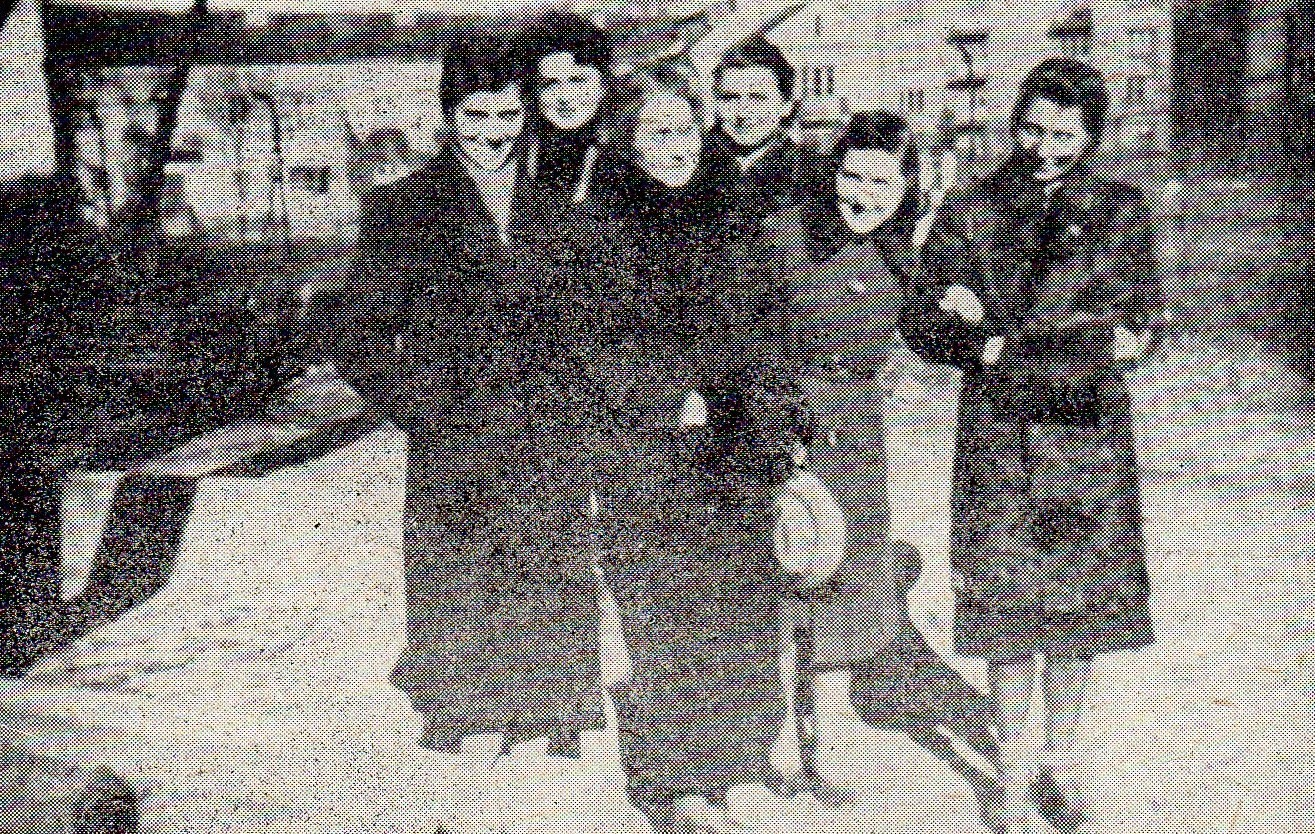
Zdjęcie grupowe z 1943. Dr Ludwika Jeleńska w otoczeniu studentek (od lewej: M.Bednorzowa, Z.Grala, H.Lipska, K.Ludwiczak, B.Ledóchowska)

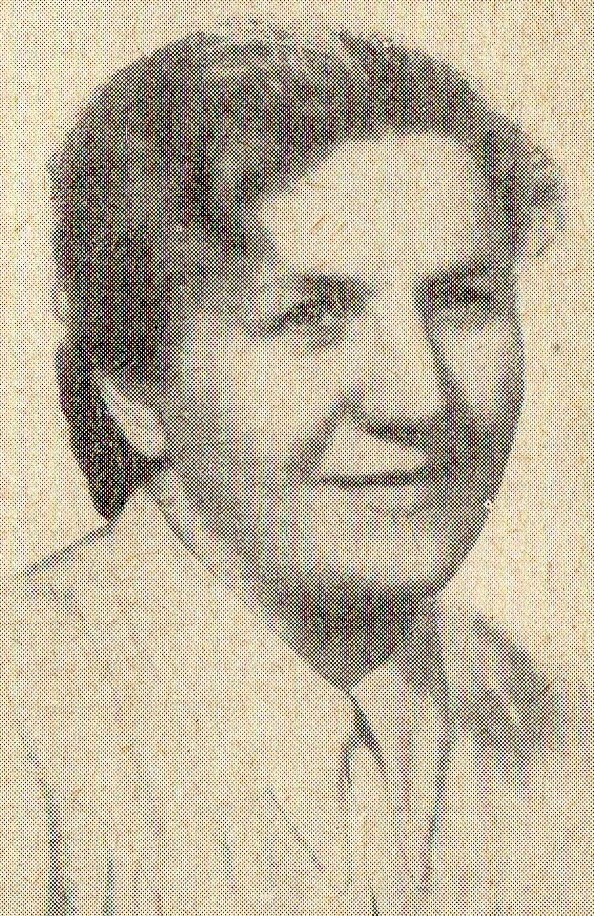
Stefania Mazurek, dyrektorka w latach 1942–1944

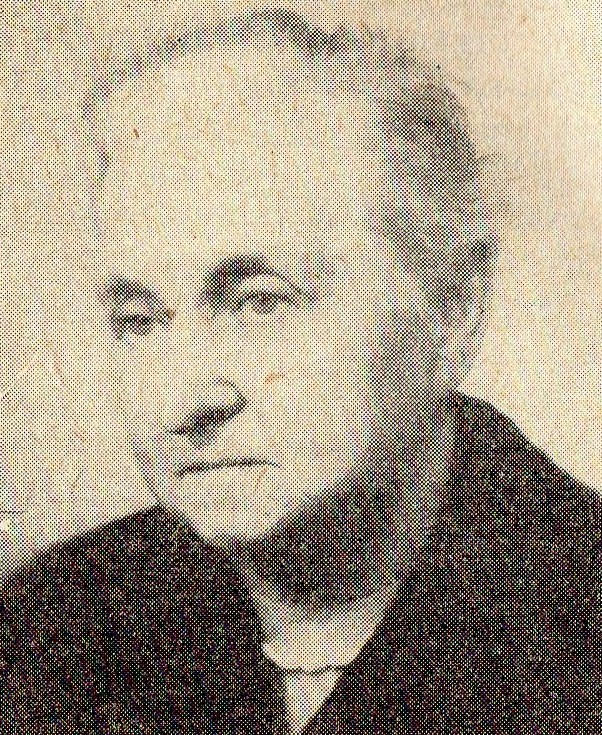
Jadwiga Dipplowa, wykładowczyni

Tajne Pedagogium Ziem Zachodnich – instytucja działająca w ramach polskiego ruchu oporu w czasach okupacji hitlerowskiej, mająca na celu kształcenie przyszłych kadr pedagogicznych dla szkolnictwa na tzw. ziemiach postulowanych, tj. pozostających do 1939 w granicach Niemiec.

## Geneza
Geneza Pedagogium wywodzi się z Biura Zachodniego, jakie powstało w oparciu o działającą od 1939 w Poznaniu podziemną organizację „Ojczyzna”, w której udzielali się m.in.: prof. Zygmunt Wojciechowski, Witold Grott, czy ks. Józef Prądzyński. Organizacja grupowała przede wszystkim inteligencję młodszego pokolenia, stawiając sobie liczne cele kształceniowe, zwłaszcza względem młodzieży, której Niemcy uniemożliwili oficjalny tok nauczania. Powołano w tym celu tzw. „Wydział Oświatowy” kierowany przez ks. Maksymiliana Rodego. W lipcu 1940 „Ojczyzna” wcielona została do powstałej w Poznaniu Delegatury Rządu dla Ziem Zachodnich. Od grudnia 1939 rozpoczęto werbowanie członków „Ojczyzny” również w Warszawie, głównie w środowisku uchodźców z ziem zachodnich. To właśnie osoby z tego środowiska powołały do życia w 1940 Biuro Zachodnie, którego siedzibą była Warszawa, ale podlegało ono Delegaturze Rządu dla Ziem Zachodnich. Utworzono przy nim Biuro Oświatowo-Szkoleniowe. W 1942, po fali aresztowań, Biuro Zachodnie podporządkowane zostało Delegaturze Rządu na Kraj, ale zachowało duży margines samodzielności.

## Działalność
Biuro Oświatowo-Szkoleniowe zajęło się w pierwszej kolejności organizacją tajnych kompletów dla młodzieży wysiedlonej z Polski zachodniej. Przyczyniło się również do powstania Uniwersytetu Ziem Zachodnich (działał od października 1940). W 1943 Biuro (odtąd pod nazwą Biuro Szkolne Ziem Zachodnich) podporządkowano Tajnemu Departamentowi Oświaty i Kultury, a jego szefem został Michał Pollak. Biuro kierowało podległymi placówkami zarówno w Generalnym Gubernatorstwie, jak i na ziemiach wcielonych do III Rzeszy. Opracowywano w nim m.in. programy oświatowe i kulturalne dla ziem zachodnich i postulowanych na czas powojenny. Szkolono też kadry nauczycielskie. Prowadzono licea pedagogiczne w Częstochowie, Lublinie, Zamościu oraz Warszawie (osobne od tych, które prowadziły tajne władze w Generalnej Guberni). Z inicjatywy śląskich nauczycieli przebywających w Warszawie powołano wiosną 1942 Tajne Pedagogium Ziem Zachodnich, którego program oparty był na przedwojennym programie pedagogium krakowskiego.
Nauka w Tajnym Pedagogium Ziem Zachodnich odbywała się w kompletach liczących po 5–7 osób, które wcześniej ukończyły licea różnego typu. Nauka trwała półtora roku. Oprócz przedmiotów pedagogicznych program poszerzono o geografię, historię i kulturę ziem postulowanych. Egzaminy składano z języka polskiego, historii i rysunku na kierunek humanistyczny, a z matematyki i biologii na kierunek matematyczno-przyrodniczy. Spotkania odbywały się w domach prywatnych (uczniów i wykładowców), domach zakonnych, sierocińcach oraz w szkołach powszechnych, w których uczyli wykładowcy. Z uwagi na brak podręczników kopiowano zapisy wykładów, co jednak nie było zalecane z przyczyn konspiracyjnych. Komisję Egzaminacyjną powoływało Biuro Szkolne Ziem Zachodnich.

## Statystyki
Do Tajnego Pedagogium Ziem Zachodnich uczęszczały około 44 osoby (po wojnie udało się zidentyfikować 36 z nich). 28 osób otrzymało dyplomy ukończenia. 40% słuchaczy pochodziło z zachodnich ziem polskich (wysiedleńcy). Egzaminy końcowe odbyto w 1943 i 1944. Dalszą pracę Pedagogium przerwał wybuch powstania warszawskiego. Pracę pedagogiczną na ziemiach zachodnich objęło tylko pięć absolwentek, kilka prowadziło pracę oświatową w Niemczech, gdzie zostały wywiezione po powstaniu warszawskim, w tym jedna w obozie koncentracyjnym w Ravensbrück. Ogólnie 19 absolwentów pozostało w zawodzie nauczycielskim.